# 阿尔芒库尔 (索姆省)
阿尔芒库尔（法語：Armancourt，法語發音：[aʁmɑ̃kuʁ]）是法国上法蘭西大區索姆省的一个市镇，属于蒙迪迪耶区。

## 地理
阿尔芒库尔（49°40'41"N, 2°42'44"E）面积2.16 平方千米，位于法国上法蘭西大區索姆省，该省份为法国北部沿海省份，北起加来海峡省和北部省，西接滨海塞纳省和大西洋英吉利海峡，南至瓦兹省，东临埃纳省。
与阿尔芒库尔接壤的市镇（或旧市镇、城区）包括：当库尔-波潘库尔、莱谢勒圣欧兰、格里维莱尔、马尔基维莱尔。
阿尔芒库尔的时区为UTC+01:00、UTC+02:00（夏令时）。

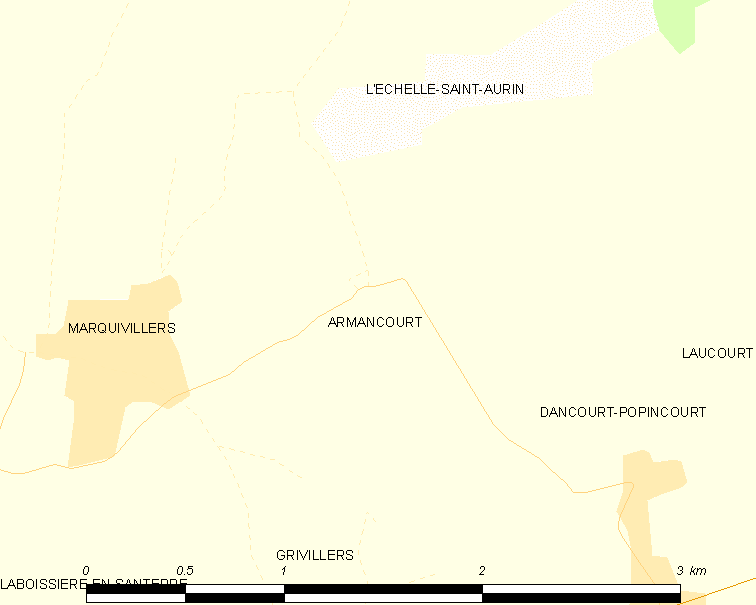
阿尔芒库尔的OSM定位图

## 行政
阿尔芒库尔的邮政编码为80700，INSEE市镇编码为80027。

## 政治
阿尔芒库尔所属的省级选区为鲁瓦县。

## 人口

1962-2008年间阿尔芒库尔人口变化图示

阿尔芒库尔于2022年1月1日时的人口数量为33人。